# Općinska A nogometna liga Pakrac 1983./84.
Općinska A nogometna liga Pakrac je bila liga šestog stupnja nogometnog prvenstva Jugoslavije u sezoni 1983./84. 
 
Sudjelovalo je 10 klubova, a prvak je bio klub "Begovača" iz Šeovice. 

## Ljestvica
| mj. | klub                       | ut. | pob. | ner. | por. | gol+ | gol- | bod |
| --- | -------------------------- | --- | ---- | ---- | ---- | ---- | ---- | --- |
| 1.  | Begovača Šeovica           | 18  | 14   | 3    | 1    | 60   | 24   | 31  |
| 2.  | Mladost Kusonje            | 18  | 10   | 2    | 6    | 51   | 38   | 22  |
| 3.  | Partizan Donji Grahovljani | 18  | 9    | 4    | 5    | 46   | 37   | 22  |
| 4.  | Dinamo Badljevina          | 18  | 10   | 1    | 7    | 46   | 52   | 21  |
| 5.  | Budućnost Donja Obrijež    | 18  | 6    | 7    | 5    | 46   | 32   | 19  |
| 6.  | Slavonija Prekopakra       | 18  | 6    | 4    | 8    | 23   | 22   | 16  |
| 7.  | Olimpija Lipik             | 18  | 6    | 3    | 9    | 45   | 42   | 15  |
| 8.  | Jovača Marino Selo         | 18  | 4    | 5    | 9    | 38   | 50   | 13  |
| 9.  | Omladinac Dobrovac         | 18  | 4    | 3    | 11   | 26   | 55   | 11  |
| 10. | Prvoborac Kukunjevac       | 18  | 3    | 4    | 11   | 34   | 52   | 10  |

## Rezultatska križaljka
| kratica | klub                       | BEG | BUD | DIN | JOV | MLA | OLI | OML | PAR | PRV | SLA |
| --- | -------------------------- | --- | --- | --- | --- | --- | --- | --- | --- | --- | --- |
| BEG | Begovača Šeovica           |     |     |     |     |     |     |     |     |     |     |
| BUD | Budućnost Donja Obrijež    |     |     |     |     |     |     |     |     |     |     |
| DIN | Dinamo Badljevina          |     |     |     |     |     |     |     |     |     |     |
| JOV | Jovača Marino Selo         |     |     |     |     |     |     |     |     |     |     |
| MLA | Mladost Kusonje            |     |     |     |     |     |     |     |     |     |     |
| OLI | Olimpija Lipik             |     |     |     |     |     |     |     |     |     |     |
| OML | Omladinac Dobrovac         |     |     |     |     |     |     |     |     |     |     |
| PAR | Partizan Donji Grahovljani |     |     |     |     |     |     |     |     |     |     |
| PRV | Prvoborac Kukunjevac       |     |     |     |     |     |     |     |     |     |     |
| SLA | Slavonija Prekopakra       |     |     |     |     |     |     |     |     |     |     |
| |                            |     |     |     |     |     |     |     |     |     |     |
| podebljan rezultat - utakmice od 1. do 9. kola (1. utakmica između klubova) rezultat normalne debljine - utakmice od 10. do 18. kola (2. utakmica između klubova) rezultat nakošen - nije vidljiv redoslijed odigravanja međusobnih utakmica iz dostupnih izvora rezultat smanjen * - iz dostupnih izvora nije uočljiv domaćin susreta prekrižen rezultat - poništena ili brisana utakmica p - utakmica prekinuta 3:0 p.f. / 0:3 p.f. - rezultat 3:0 bez borbe n.i. - nije igrano |                            |     |     |     |     |     |     |     |     |     |     |

 Izvori: